# Horodîșce, Kiverți
Horodîșce (în ucraineană Городище) este un sat în comuna Sîlne din raionul Kiverți, regiunea Volînia, Ucraina.

## Demografie
Componența lingvistică a localității Horodîșce
     Ucraineană (99,88%)
     Alte limbi (0,12%)
Conform recensământului din 2001, majoritatea populației localității Horodîșce era vorbitoare de ucraineană (99,88%), existând în minoritate și vorbitori de alte limbi.